# Iherir

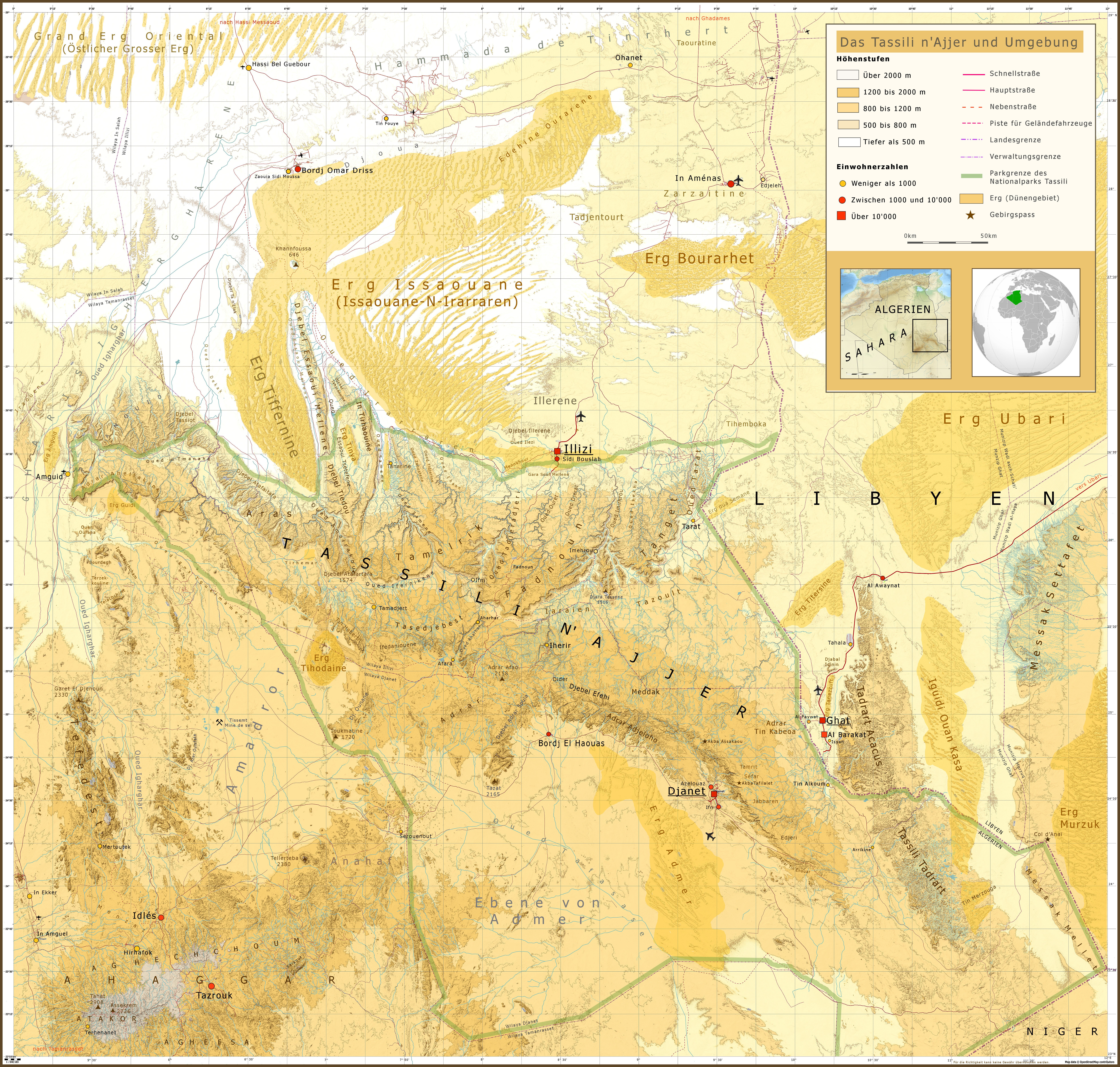
Topografische Karte des Tassili n'Ajjer und Umgebung. Iherir liegt in der Kartenmitte

Iherir, (arabisch ايهيرير; weitere Schreibweisen: Ihirir oder Ihrir) ist ein Dorf in der Gemeinde Bordj El Haouas in der südalgerischen Provinz Djanet.

## Lage
Iherir liegt inmitten der Gebirgslandschaft des Tassili-n’Ajjer-Gebirges und im Nationalpark Parc culturel du Tassili. Bordj El Haouas liegt 58 km südlich, die Provinzhauptstadt Djanet 145 km südöstlich.
Das Dorf liegt in einem engen Tal am Zusammenfluss der Oued Agghi und des Oued Iherir. Das Tal ist mit schroffen Felswänden bis 350 m tief in das Plateau ordovizischer Sandsteine des Tassili n’Ajjer eingeschnitten. Der Talboden mit seinen vielen Wassertümpeln ist teils von üppiger Vegetation bedeckt. Neben Palmen, Sträuchern und Gräsern gibt es auch landwirtschaftlich genutzte Flächen, in denen Gemüse und Obst angebaut wird.
Das Tal des Oued Iherir ist seit 2001 als Feuchtgebiet in der Ramsar-Konvention ausgewiesen.

## Infrastruktur
Das Dorf Iherir verfügt über eine Schule, eine Moschee, einige Geschäfte und einen kleinen Campingplatz. Die Stromversorgung erfolgt über das Dieselkraftwerk von Bordj El Haouas sowie einige Photovoltaikanlagen.

## Verkehr
Iherir liegt 14 km nördlich der Nationalstraße RN 3, welche die beiden Provinzhauptstädte Illizi im Norden und Djanet im Süden verbindet.
Von der RN 3 aus war Iherir jahrzehntelang über eine nur für Allradfahrzeuge zu befahrende Piste erreichbar: „Sie ist für nicht geländegängige Fahrzeuge gänzlich ungeeignet, da sie durch tiefe, ausgewaschene Gräben und über brutale Geröllfelder mit mörderischem Gefälle führt, besonders auf den letzten Kilometern“.
Seit einigen Jahren ist Iherir jedoch über die gut ausgebaute Asphaltstraße Nr. 474 an die RN 3 angebunden.

## Tourismus
Aufgrund der reizvollen Landschaft und der zahlreichen neolithischen Felszeichnungen und -ritzungen in der näheren Umgebung des Dorfes ist Iherir schon seit Beginn des Sahara-Tourismus in den 1960er Jahren ein beliebtes Ziel von Individualtouristen und steht im Programm zahlreicher Reiseanbieter.